# Komenda Rejonu Uzupełnień Warszawa Miasto IV

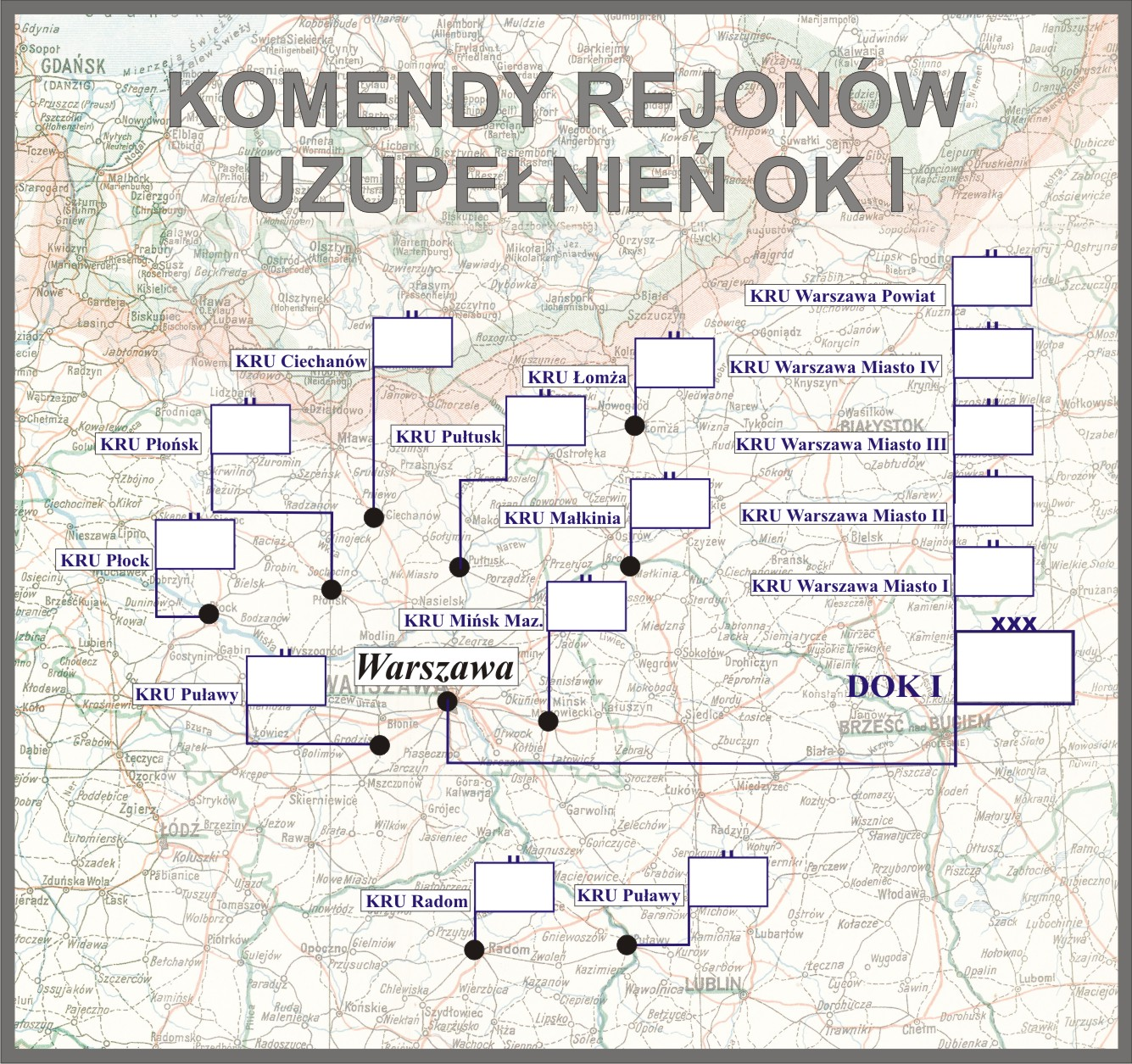
Komendy rejonów uzupełnień OK I

Komenda Rejonu Uzupełnień Warszawa Miasto IV (KRU Warszawa Miasto IV) – organ wojskowy właściwy w sprawach uzupełnień Sił Zbrojnych II Rzeczypospolitej i administracji rezerw w powierzonym mu rejonie.

## Historia komendy
Z dniem 1 stycznia 1927 minister spraw wojskowych utworzył na terenie Okręgu Korpusu Nr I Powiatową Komendę Uzupełnień Warszawa Miasto IV, która objęła swoją właściwością komisariaty Policji Państwowej nr: VII, X i XIX wyłączone z PKU Warszawa Miasto I oraz VI, VIII i XXII wyłączone z PKU Warszawa Miasto II. PKU Warszawa Miasto IV otrzymała skład osobowy typ I. Obsada personalna komendy została ustalona we wrześniu 1926.
PKU Warszawa Miasto IV funkcjonowała na podstawie ustawy z dnia 23 maja 1924 o powszechnym obowiązku służby wojskowej oraz rozporządzeń wykonawczych do tejże ustawy, a także „Tymczasowej instrukcji służbowej dla PKU”, wprowadzonej do użytku rozkazem MSWojsk. Dep. Piech. L. 100/26 Pob.
Zadania i organizacja PKU określone zostały w wydanej 27 maja 1925 instrukcji organizacyjnej służby poborowej na stopie pokojowej. W skład PKU Warszawa Miasto IV wchodziły dwa referaty: I) referat administracji rezerw i II) referat poborowy.
W grudniu 1930 komenda posiadała skład osobowy typ specjalny. Siedziba komendy znajdowała się przy ul. Szerokiej 3.
31 lipca 1931 gen. dyw. Kazimierz Fabrycy, w zastępstwie ministra spraw wojskowych, rozkazem B. Og. Org. 4031 Org. wprowadził zmiany w organizacji służby poborowej na stopie pokojowej. Zmiany te polegały między innymi na zamianie stanowisk oficerów administracji w PKU na stanowiska oficerów broni (piechoty) oraz zmniejszeniu sumarycznego składu osobowego Powiatowych Komend Uzupełnień Warszawa Miasto I–IV o czterech oficerów i zwiększeniu o czterech urzędników II kategorii. Łącznie w czterech stołecznych PKU miało pełnić służbę 16 oficerów i czterech urzędników II kategorii. Ponadto w PKU Warszawa Miasto II występował dodatkowo etat oficera – referenta ewidencji oficerów. Liczba szeregowych zawodowych i niezawodowych oraz urzędników III kategorii i niższych funkcjonariuszy pozostała bez zmian.
1 lipca 1938 weszła w życie nowa organizacja służby poborowej, zgodnie z którą dotychczasowa PKU Warszawa Miasto IV została przemianowana na Komendę Rejonu Uzupełnień Warszawa Miasto IV przy czym nazwa ta zaczęła obowiązywać 1 września 1938, z chwilą wejścia w życie ustawy z dnia 9 kwietnia 1938 o powszechnym obowiązku wojskowym. Obok wspomnianej ustawy i rozporządzeń wykonawczych do niej, działalność PKU Warszawa Miasto IV normowały przepisy służbowe MSWojsk. D.D.O. L. 500/Org. Tjn. Organizacja służby uzupełnień na stopie pokojowej z 13 czerwca 1938. Zgodnie z tymi przepisami komenda rejonu uzupełnień była organem wykonawczym służby uzupełnień .
Komendant rejonu uzupełnień w sprawach dotyczących uzupełnień Sił Zbrojnych i administracji rezerw podlegał bezpośrednio dowódcy Okręgu Korpusu Nr I, który był okręgowym organem kierowniczym służby uzupełnień. Rejon uzupełnień nie uległ zmianie i nadal obejmował komisariaty PP nr: VI, VII, VIII, X, XIX i XXII.
KRU Warszawa Miasto IV była jednostką mobilizującą. Pod względem mobilizacji materiałowej była przydzielona do 36 pp w Warszawie. Zgodnie z planem mobilizacyjnym „W” komendant rejonu uzupełnień był odpowiedzialny za przygotowanie i przeprowadzenie mobilizacji Rezerwy personelu Komendantów Stacji typ II nr 1. Wymieniona jednostka miała być zmobilizowana w alarmie, w grupie jednostek oznaczonych kolorem żółtym.
Po ogłoszeniu mobilizacji KRU Warszawa Miasto IV funkcjonowała na podstawie etatu pokojowego. Pod względem ewidencji i uzupełnień miała być przydzielona do Ośrodka Zapasowego 28 DP, mobilizowanego w Warszawie przez 36 pp. KRU Warszawa Miasto IV podlegała dowódcy Okręgu Korpusu Nr I pod każdym względem, natomiast mobilizowana przez nią Rezerwa personelu Komendantów Stacji typ II nr 1 podlegała władzom centralnym, a zaopatrywana miała być przez dowódcę OK I. Tragiczne losy komendanta RU i obu kierowników referatów wskazują, że personel komendy został ewakuowany ze stolicy.

## Obsada personalna
Poniżej przedstawiono wykaz oficerów zajmujących stanowisko komendanta Powiatowej Komendy Uzupełnień i komendanta rejonu uzupełnień oraz wykaz osób funkcyjnych (oficerów) pełniących służbę w PKU Warszawa Miasto IV i KRU Warszawa Miasto IV, z uwzględnieniem najważniejszej zmiany organizacyjnej przeprowadzonej w 1938.
| Komendanci                         | Komendanci                | Komendanci                                 |
| ---------------------------------- | ------------------------- | ------------------------------------------ |
| stopień, imię i nazwisko           | okres pełnienia funkcji   | kolejne stanowisko (dalsze losy)           |
| mjr piech. Tadeusz Szempliński     | p.o. IX 1926 – 30 IX 1927 | stan spoczynku                             |
| ppłk SG Tadeusz Szałowski          | VIII 1927 – 1 III 1928    | dyspozycja MSWewn.                         |
| ppłk piech. Tadeusz Deschu         | III – XI 1928             | szef wydziału w Biurze Uzupełnień MSWojsk. |
| mjr piech. Jan Mieczysław Zborucki | I – III 1929              | dyspozycja dowódcy OK I                    |
| płk dypl. sap. Karol Schramm       | III – 30 VI 1929          | stan spoczynku                             |
| ppłk dypl. piech. Marian Kijowski  | VII 1929 – IX 1930        | inspektor poborowy DOK I                   |
| mjr piech. Włodzimierz Kłobukowski | IX 1930 – 1 II 1935       | praktyka w Ministerstwie Skarbu            |
| mjr piech. Florian Władysław Szulc | IV 1935 – 1939            | †1940 Charków                              |

| Obsada pozostałych stanowisk funkcyjnych PKU w latach 1926–1938 | Obsada pozostałych stanowisk funkcyjnych PKU w latach 1926–1938 | Obsada pozostałych stanowisk funkcyjnych PKU w latach 1926–1938 | Obsada pozostałych stanowisk funkcyjnych PKU w latach 1926–1938   |
| --------------------------------------------------------------- | --------------------------------------------------------------- | --------------------------------------------------------------- | ----------------------------------------------------------------- |
| kierownik I referatu administracji rezerw                       | kpt. piech. Stefan IV Zieliński                                 | IX 1926 – VII 1927                                              | oficer ewidencyjny kadry oficerów piechoty w Dep. Piech. MSWojsk. |
| kierownik I referatu administracji rezerw                       | mjr gosp. Marian Plejer                                         | VIII 1927 – 31 V 1928                                           | stan spoczynku                                                    |
| kierownik I referatu administracji rezerw                       | kpt. więz. Julian Skąpski                                       | XI 1928 – VII 1929                                              | referent w Biurze Uzup. MSWojsk.                                  |
| kierownik I referatu administracji rezerw                       | kpt. piech. Zygmunt Kubat                                       | VII – XII 1929                                                  | p.o. kierownika I referatu PKU Warszawa Miasto III                |
| kierownik I referatu administracji rezerw                       | mjr piech. Włodzimierz Tadeusz Kłobukowski                      | XII 1929 – IX 1930                                              | komendant PKU                                                     |
| kierownik I referatu administracji rezerw                       | kpt. piech. Mieczysław Karol Biały                              | IX 1930 – był w VI 1935                                         |                                                                   |
| kierownik II referatu poborowego                                | kpt. piech. Eustachiusz Ewaryst Kenig                           | IX 1926 – VII 1928                                              | dyspozycja dowódcy Okręgu Korpusu Nr I                            |
| kierownik II referatu poborowego                                | kpt. więz. Julian Skąpski                                       | 1 VI – XI 1928                                                  | kierownik I referatu                                              |
| kierownik II referatu poborowego                                | kpt. piech. Ludomir Jerzy Szychulski                            | XI 1928                                                         |                                                                   |
| kierownik II referatu poborowego                                | kpt. piech. Mieczysław Karol Biały                              | XII 1929 – IX 1930                                              | kierownik I referatu                                              |
| kierownik II referatu poborowego                                | por. piech. Kazimierz II Kujawski                               | IX 1930 – IV 1933                                               | Dep. Uzup. MSWojsk.                                               |
| kierownik II referatu poborowego                                | por. piech. Mieczysław Gutowski                                 | od IV 1933                                                      |                                                                   |
|                                                                 | kpt. piech. Tadeusz Wiktorczyk                                  | III 1932 – IX 1933                                              | przeniesiony do PKU Warszawa Powiat                               |
| kpt. piech. Mieczysław II Różycki                               | IX 1933 – VIII 1935                                             | kierownik I referatu PKU Małkinia                               |                                                                   |
| referent                                                        | por. tab. Cezary Seweryn Pągowski                               | IX 1926 – VII 1928                                              | dyspozycja dowódcy Okręgu Korpusu Nr I                            |
| referent                                                        | kpt. piech. Ludomir Jerzy Szychulski                            | 1 VI – XI 1928                                                  | kierownik II referatu                                             |
| referent                                                        | kpt. kanc. Stefan Dołęga-Dołęgowski                             | XI 1928 –                                                       |                                                                   |
| referent                                                        | ppor. gosp. Antoni Kossacki                                     | 1 VI 1928 –                                                     |                                                                   |
| referent                                                        | por. piech. Janusz Liczbiński                                   | VII 1929 –                                                      |                                                                   |
| referent                                                        | por. piech. Kazimierz II Kujawski                               | do IX 1930                                                      | kierownik II referatu                                             |
| referent (etat przejściowy)                                     | por. kanc. Jan Tuchołka                                         | IX 1926 – 30 IV 1927                                            | stan spoczynku                                                    |
| Obsada pozostałych stanowisk funkcyjnych KRU w latach 1938–1939 |                                                                 |                                                                 |                                                                   |
| kierownik I referatu ewidencji                                  | kpt. adm. (piech.) Bolesław Henryk Janicki                      | III 1939                                                        | †1940 Charków                                                     |
| kierownik II referatu uzupełnień                                | kpt. adm. (piech.) Mieczysław Gutowski                          | III 1939                                                        | †1940 Charków                                                     |